# Torneio de Roland Garros de 1976
O Torneio de Roland Garros de 1976 foi um torneio de tênis disputado nas quadras de saibro do Stade Roland Garros, em Paris, na França, entre 31 de maio e 13 de junho. Corresponde à 9ª edição da era aberta e à 75ª de todos os tempos.

## Finais

### Profissional
| Categoria | Evento    | Campeã(s)(o/ões)                  | Vice-campeã(s)(o/ões)               | Resultado          | Chave(s)  | Chave(s)       |
| --------- | --------- | --------------------------------- | ----------------------------------- | ------------------ | --------- | -------------- |
| Simples   | Masculino | Adriano Panatta                   | Harold Solomon                      | 6–1, 6–4, 4–6, 7–6 | principal | qualificatório |
| Simples   | Feminino  | Sue Barker                        | Renata Tomanova                     | 6–2, 0–6, 6–2      | principal | qualificatório |
| Duplas    | Masculino | Fred McNair Sherwood Stewart      | Brian Gottfried Raúl Ramírez        | 7–66, 6–3, 6–1     | principal | principal      |
| Duplas    | Feminino  | Fiorella Bonicelli Gail Chanfreau | Kathy Harter Helga Niessen Masthoff | 6–4, 1–6, 6–3      | principal | principal      |
| Duplas    | Misto     | Ilana Kloss Kim Warwick           | Linky Boshoff Colin Dowdeswell      | 5–7, 7–6, 6–2      | principal | principal      |

### Juvenil
| Categoria | Evento    | Campeã(s)(o/ões) | Vice-campeã(s)(o/ões) | Resultado     | Chave(s)  | Chave(s)       |
| --------- | --------- | ---------------- | --------------------- | ------------- | --------- | -------------- |
| Simples   | Masculino | Heinz Günthardt  | Jose Luis Clerc       | 4–6, 7–6, 6–4 | principal | qualificatório |
| Simples   | Feminino  | Michele Tyler    | Manuela Zoni          | 6–1, 6–3      | principal | qualificatório |